# 楊飛飛
楊 飛飛（繁体字中国語: 楊 飛飛、英語: Yang Feifei、ヤン・フェイフェイ、1997年10月5日 - ）は、中国の女子ラグビー選手。

## プロフィール
- 中国出身[1]。
- ポジションはセンター(CTB)。
- 身長 163cm、体重 60kg

## 略歴
2021年、東京五輪の7人制女子中国代表に選ばれた。
2024年、パリ五輪の7人制女子中国代表に選ばれた。